# Floralias

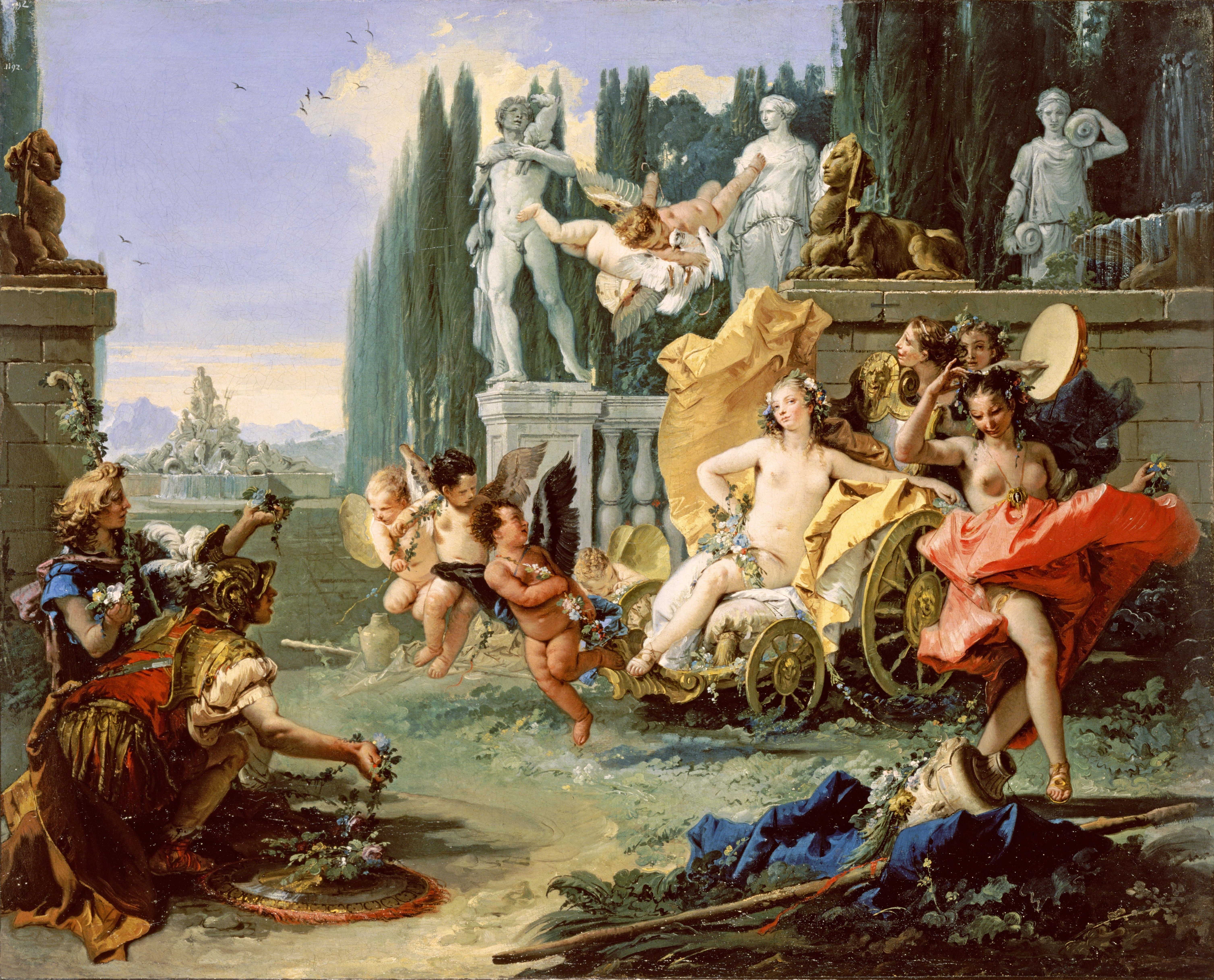
Triunfo de Flora de Tiépolo (c. 1743), escena basada en la descripción que hace Ovidio de las Floralias.

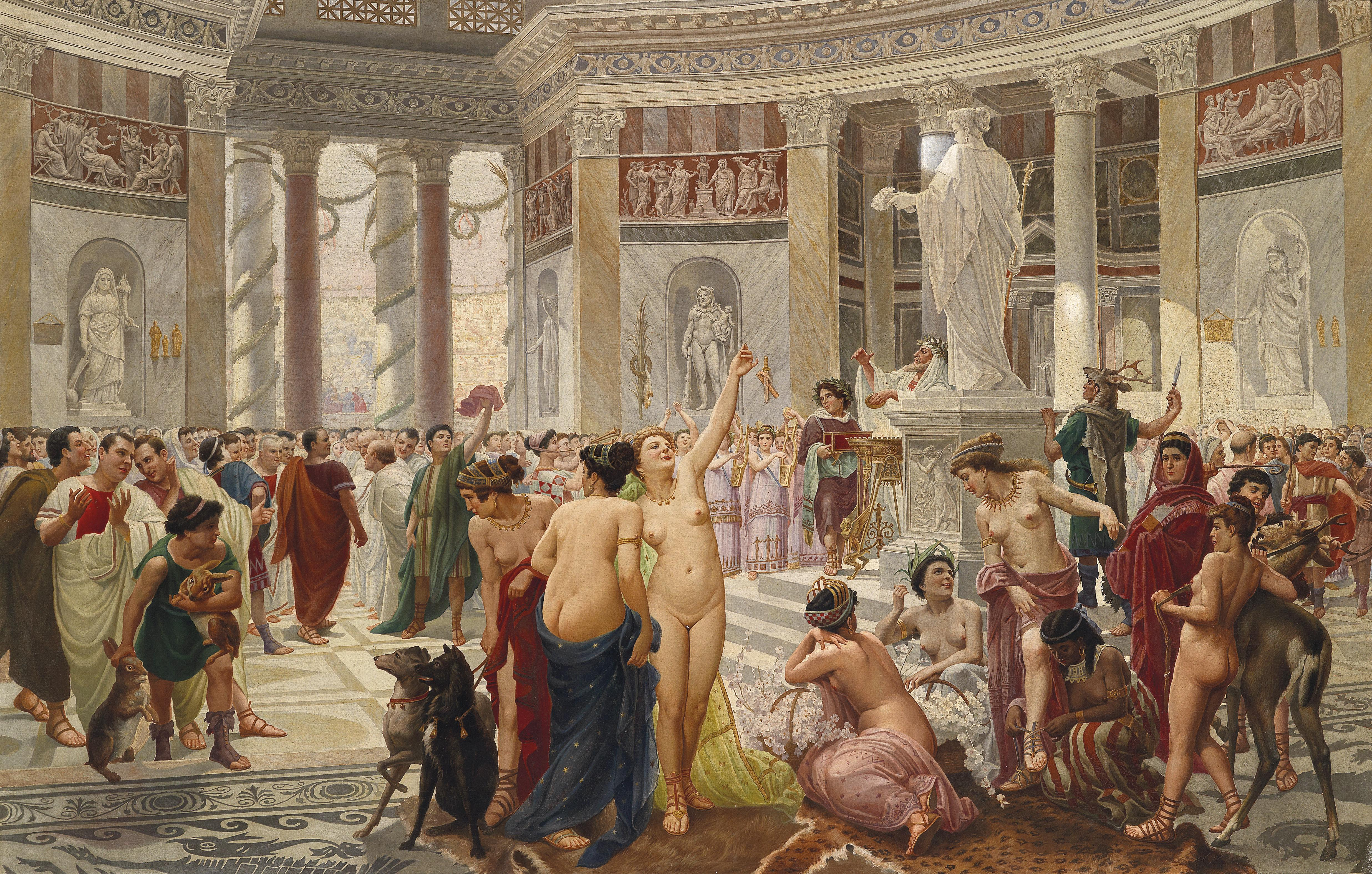
Representación de las Floralias organizadas por los ediles plebeyos, según el cuadro de Prosper Piatti, Floralia, 1899.

Las Floralias (en latín Floralia), en la religión de la Antigua Roma, eran unas fiestas mantenidas en honor de la diosa Flora, comenzadas el 27 de abril, durante la época republicana o el 28 de abril en el calendario juliano. Durante ellas se celebraban los Ludi Florae o "Juegos (ludi) de Flora". Durante el Imperio, se llegaron a prolongar durante seis días.
Estas fiestas tuvieron un ambiente licencioso y de búsqueda de placer. A diferencia de los festivales basados en la religión arcaica de los patricios de Roma, los juegos de Flora tuvieron un carácter plebeyo.

## Diosa Flora
Flora estaba considerada como una de las más antiguas diosas de la religión romana y una de las quince deidades que tenía su propio sumo sacerdote, apoyado por el Estado, el flamen Florialis. Era diosa de las flores, la vegetación y la fertilidad, y recibía sacrificios (piacula) en el bosque sagrado de los Hermanos Arvales, un arcaico sacerdocio. Se atribuía al rey sabino Tito Tacio el haber establecido un altar en Roma durante el semilegendario período regio. Flusalis (lingüísticamente equivalentes a Floralia) era un mes del calendario sabino y Varrón consideraba a Flora como una diosa sabina.

## Templos de Flora
El templo de Flora fue construido después de la preceptiva consulta de los libros Sibilinos poco después de una fuerte sequía que había acontecido alrededor del 241 al 238 a. C.. Se encontraba cerca del Circo Máximo en la parte baja de la ladera del Aventino, un lugar asociado a los plebeyos de Roma. Para el día de fundación del templo (28 de abril), se instituyeron unos juegos que posteriormente sólo se llevaron a cabo ocasionalmente, hasta que una serie de malas cosechas llevó a establecer su celebración anual a partir del año 173 a. C.
Como Flora Rustica tenía otro templo en la colina del Quirinal, donde pudo haber estado la ubicación del altar erigido por Tatio.

## Juegos (ludi)

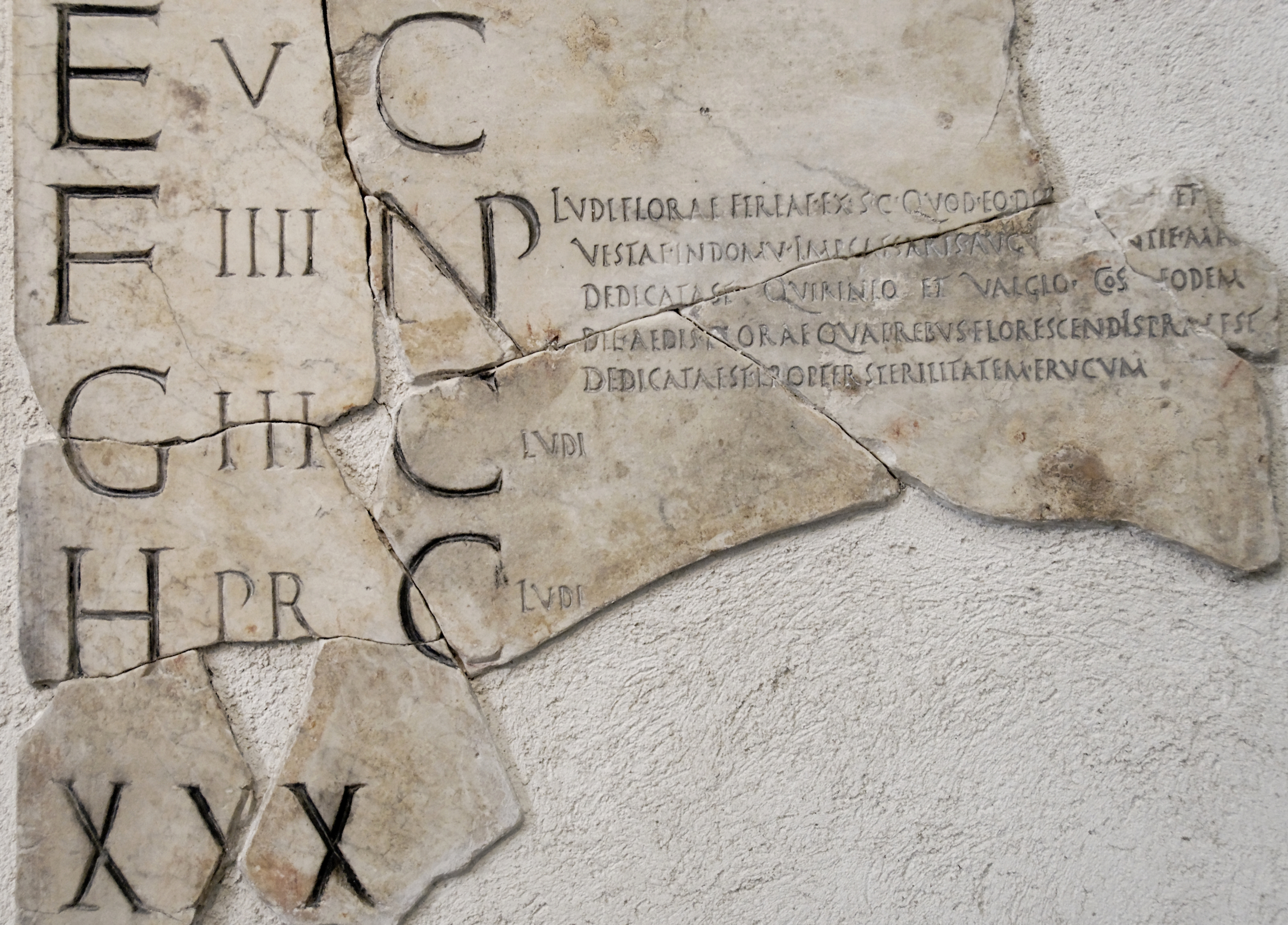
Fragmento de los Fasti Praenestini con anotaciones de los Ludi Florae.

Los juegos de Flora fueron presentados por los ediles plebeyos y pagados mediante las multas cobradas cuando las tierras públicas (ager publicus) fueron usurpadas. Cicerón menciona su papel en la organización de estos juegos cuando fue edil en el 69 a. C. Los juegos se abrían con actuaciones teatrales (ludi scaenici) y concluían con competiciones y espectáculos en el circo y un sacrificio a Flora. En el año 30, los espectáculos de las Floralias presentados bajo el emperador Galba ofrecían hasta un elefante en la cuerda floja.

### Participación de prostitutas
Las prostitutas participaban tanto en las Floralias, como en las Vinalias (la fiesta del vino) el 23 de abril. Según el escritor satírico Juvenal, las prostitutas bailaban desnudas y luchaban en simulacro de combates como gladiadoras. Muchas de las prostitutas en la Antigua Roma eran esclavas, e incluso las mujeres libres que trabajaban como prostitutas perdían su personalidad jurídica y social como ciudadanos, pero su inclusión en determinadas fiestas religiosas indica que las trabajadoras sexuales no estaban completamente al margen de la sociedad.

## Celebraciones
Ovidio señala que liebres y cabras (considerados animales especialmente fértiles y lascivos) eran liberados ceremonialmente como parte de estas fiestas. Persio dice que la multitud recibía una lluvia de arvejas, habas o lupinos, también símbolos de fertilidad.
En contraste con las Cerealias, donde se usaban ropas blancas, era costumbre llevar prendas de varios colores. Puede haber habido también celebraciones nocturnas, ya que los textos mencionan las medidas adoptadas para iluminar el camino después de las representaciones teatrales.
Adicionalmente, un rito llamado Florifertum está descrito por una fuente, que implicaba la aportación de espigas de trigo (spicae) en un santuario (sacrarium). No queda claro si las ofrendas se hacían a Flora o a Ceres, [20] ni tampoco, si se hacía en honor a Flora, si se producía el 27 de abril o el 3 de mayo. Ovidio describe un Florifertum en honor de Juno Lucina el 1 de marzo,, una fecha que también celebraba el dies natalis ("nacimiento") de Marte, en cuya concepción, Flora jugó un papel importante.